# Simonszand
Simonszand es un pequeño islote situado entre Schiermonnikoog y Rottumerplaat, en la cadena de islas Frisias.

## Características
El islote consiste en una larga planicie arenosa de aproximadamente un kilómetro y medio de longitud y doscientos metros de ancho. Como otros islotes similares (Engelsmanplaat, Razende Bol) es prácticamente baldío, si bien es un importante refugio faunístico, tanto para las focas como para las aves. Es por este morivo que la administración prohibió el acceso con barca en 1999, si bien sigue siendo un destino popular entre los que atraviesan el mar de Frisia a pie.
- Datos: Q1640819
- Multimedia: Simonszand / Q1640819